# Jacob Fredrik Neikter
Jacob Fredrik Neikter, född 23 maj 1744 på Ullvi i Köpings landsförsamling, död 4 maj 1803 i Uppsala, var professor skytteanus, kulturhistoriker, biblioteksman och den som inrättade professuren i litteraturhistoria vid Uppsala universitet.
1744 föddes Jacob Fredrik Neikter på Ullvi akademihemman, som son till kronofogden Gustaf Neuchter och Margareta Fries. Han studerade vid Uppsala universitet där han erhöll en docentur för sin avhandling De poësi tragica 1774, och blev sedan extra ordinarie adjunkt i filosofi där. Åren 1779-1784 befann han sig på resa i Europa, och blev under sin frånvaro utnämnd till extra ordinarie professor vid Uppsala universitet och sedan universitetsbibliotekarie.
Efter hemkomsten arbetade han under några år vid biblioteket. Under den tiden hann han förändra biblioteket till en modern samling, och inrättade en professur där i litteraturhistoria. Han blev den förste att inneha det ämbetet, och tillträdde 1785. Efter två år utsågs han till professor skytteanus, vilket han förblev tills kort före sin död. 1786 invaldes han i Vitterhetsakademien. Året innan hade han gift sig med Agneta Magdalena Peterson.
Jacob Fredrik Neikter studerade under professor skytteanus Johan Ihre och lade fram sin magisteravhandling för honom, De historia ut philosophia per exempla. I denna går han med satiriska utfall till angrepp mot wolffianismen. I ideologiskt avseende var han mycket tilltalad av Montesquieus klimatlära, och i estetiskt av den unge Voltaire och den franska klassicismen.
Neikter var kosmopolitiskt lagd, och särskilt intresserad av estetiska spörsmål, något polemisk i sitt författarskap, och med bestämda uppfattningar som ofta skilde sig från mängden. Han ogillade Aristoteles, Shakespeare och Homeros, och likaledes den provinsiella lärdomsuppfattningen. Bland hans främsta anhängare finnes Benjamin Höijer och Erik Gustaf Geijer, vilka tog intryck av hans historiska betraktelsesätt.
Han viktigaste arbete var en studie i människans historia, De efficacia climatum ad variam gentium indolem praecipue ingenia et mores som utgavs 1777–97. Detta verk har fått anseende som det första riktigt betydande vetenskapliga verket i Sverige i ämnet. Det hann dock inte fullbordas. Ett porträtt av Neikter, utfört av Lorens Pasch d.y., finns på Uppsala universitet.